# Jean Bidot
Pour les articles homonymes, voir Bidot.
Jean Bidot, né le 23 janvier 1905 à Saint-Germain-en-Laye et mort le 17 octobre 1986 à Paris 18e, est un coureur cycliste français. Professionnel de 1926 à 1939, il était surnommé « Patte de biche » ou le « Stratège ». Vainqueur du Critérium des Aiglons en 1926, il gagne le circuit de Paris en 1928 et se classe deuxième du championnat de France de cyclisme sur route en 1929. Il remporte Paris-Belfort et Paris-Vichy en 1931, puis à nouveau cette dernière course en 1932 ainsi que Paris-Angers. En 1933, il gagne le circuit des Deux-Sèvres puis le Tour du Vaucluse l'année suivante et en 1935. Il est directeur technique de l'équipe de France en 1950 et 1951. Son frère Marcel, également cycliste professionnel, lui succède.

## Biographie
Jean Bidot naît le 23 janvier 1905 à Saint-Germain-en-Laye. Il a un frère, Marcel, de trois ans son aîné. Il se révèle en 1926 en remportant le Critérium des Aiglons, une course réservée aux coureurs professionnels de moins de 30 ans qui n'ont pas encore remporté de course majeure. Il en prend d'ailleurs la deuxième place l'année suivante en remportant la première étape de l'épreuve. En 1928, il remporte le Circuit de Paris, se classe 3e du Circuit de Champagne et de Paris-Le Havre et participe à son premier Tour de France. Il prend la 22e place du classement général et obtient notamment la deuxième place de la dernière étape à Paris. En 1930, il se classe troisième du Tour de Tasmanie, et y remporte notamment la deuxième étape.
Il obtient deux nouvelles victoires en 1931 en remportant Paris-Belfort et Paris-Vichy. Il s'impose à nouveau sur cette course l'année suivante, ainsi que sur Paris-Angers. En 1933, il gagne Paris-Troyes et réussit le doublé sur le Tour du Vaucluse en 1934 et 1935.
À la fin de sa carrière, il se consacre à l'écriture de chroniques et de manuels d'entraînement. Il se montre très critique à l'égard des coureurs français en difficulté dans le Tour de France. Alors qu'il est considéré comme un fin tacticien, Jacques Goddet fait appel à lui pour prendre en main l'équipe de France sur le Tour 1950. Jean Bidot accepte, à condition d'avoir la priorité sur la sélection des coureurs au sein de l'équipe et que son frère Marcel soit le chauffeur de sa voiture. Il s'oppose ainsi aux choix de Jacques Goddet et lui explique qu'il souhaite construire son équipe autour de deux leaders, Louison Bobet et Raphaël Géminiani, entourés d'équipiers entièrement dévoués à leur cause. Il choisit alors d'écarter certains coureurs appréciés de Jacques Goddet, comme Attilio Redolfi, au profit de Lucien Lazaridès, dans lequel il voit un excellent équipier. Il ne dirige l'équipe de France qu'en 1950 et 1951, avant de laisser son frère Marcel Bidot lui succéder l'année suivante.

## Palmarès

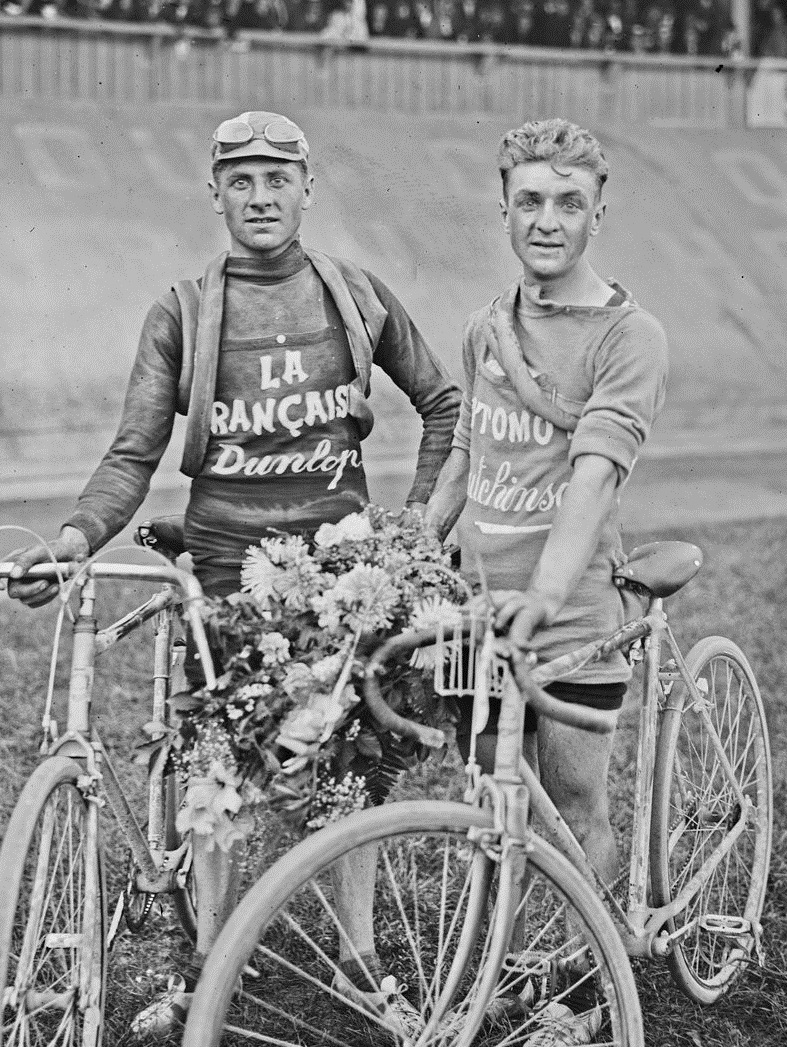
Finale du brevet militaire Wolber, stade Buffalo, le 12 août 1923, de g. à d. Alfredo Binda, 3e, Jean Bidot, 1er.

| - 1923 - Finale du brevet militaire - 1924 - Paris-Orléans - Paris-Reims - Circuit de l'Aube : - Classement général - 1re et 2e étapes - 1926 - Critérium des Aiglons - 1927 - 1re étape du Critérium des Aiglons - 1re étape du Trophée de Champagne - 2e du Critérium des Aiglons - 3e de Paris-Épernay - 1928 - Circuit de Paris - 3e du Circuit de Champagne - 3e de Paris-Le Havre - 1929 - 2e du championnat de France sur route - 10e du championnat du monde sur route - 1930 - 2e étape du Tour de Tasmanie - 3e du Tour de Tasmanie - 3e de Sydney-Melbourne - 1931 - Paris-Belfort - Paris-Vichy - Circuit Vosges-Alsace - Tour de l'Allier - 2e du Critérium des Aiglons - 2e de Paris-L'Aigle | - 1932 - Paris-Angers - Paris-Vichy - Poitiers-Saumur-Poitiers - 2e étape de Barcelone-Madrid - 2e du Circuit de l'Allier - 3e du Circuit du Midi - 3e de Paris-Belfort - 1933 - Paris-Troyes - Belfort-Strasbourg-Belfort - 3e du Critérium national - 1934 - Tour du Vaucluse - Paris-Bourganeuf - Circuit des Deux-Sèvres - 3e du Circuit du Morbihan - 1935 - Tour du Vaucluse - 3e de Paris-Troyes - 1936 - 2e de Paris-Troyes - 3e de Paris-Limoges - 1937 - 3e de Paris-Nantes |

## Résultats sur le Tour de France
3 participations
- 1928 : 22e
- 1931 : abandon (12e étape)
- 1934 : 35e